# 燕惠侯
燕惠侯（？—前827年），中國西周燕國的國君。《史記》中，惠侯之前的國君世系完全失載。
前865年初立。燕惠侯二十四年（前841年），周厲王逃到彘，周定公和召穆公共同執政，史稱共和。燕惠侯三十八年（周宣王元年，即前827年），惠侯薨。子燕侯即位。